# Back to Front
Back to Front, Gilbert O'Sullivans andra studioalbum, utgivet 1972 på skivbolaget MAM. Albumet är producerat av Gordon Mills.
Albumet innehåller O'Sullivans första singeletta i Storbritannien, "Clair", som låg etta i två veckor. I USA låg "Clair" som högst på singellistans andra plats. I Amerika var också "Out of the Question" en mindre hit.
Albumet nådde Billboard-listans 48:e plats.
På englandslistan nådde albumet 1:a platsen under en vecka.

## Låtlista
Singelplacering i Billboard inom parentes. Placering i England=UK 
1. "Intro"
2. "I Hope You'll Stay" - 2:47
3. "In My Hole" - 2:46
4. "Clair" - 3:02 (#2, UK #1)
5. "That's Love" - 3:02
6. "Can I Go With You" - 2:46
7. "But I'm Not - Outtro" - 2:34
8. "I'm in Love With You" - 4:25
9. "Who Was It" - 2:31
10. "What Could Be Nicer (Mum the Kettle's Boiling)" - 3:06
11. "Out of the Question" - 3:01 (#17)
12. "The Golden Rule" - 2:37
13. "I'm Leaving" - 3:01
14. "Outro"
15. "Alone Again (Naturally)" (#1, UK# 3, singel A-sida)
16. "Save It" (B-sidan till singeln "Alone Again (Naturally)")
17. "Ooh Wakka Do Wakka Day" (UK# 8, singel A-sida)

Fotnot: Spår 15 - 17 är bonusspår på nyutgåvan på skivbolaget Salvo utgiven 20 februari 2012.
Samtliga låtar skrivna av Gilbert O'Sullivan.